# Interkosmos 7
Interkosmos 7 (Indeks COSPAR 1972-047A) – sztuczny satelita wprowadzony na orbitę w ramach programu Interkosmos. Był kolejnym sputnikiem słonecznym, kontynuował program rozpoczęty przez satelity Interkosmos 1 i Interkosmos 4. 

## Misja
Interkosmos 7 o masie 375 kg wystartował z Ziemi 30 czerwca 1972 roku o godzinie 06:58 czasu GMT, a parametry jego orbity miały następujące wartości: perygeum 267 km, apogeum 568 km, okres obiegu 92,6 minut, nachylenie orbity 48,4°. Przyrządy naukowe zbudowali uczeni czechosłowaccy, niemieccy i radzieccy. Powrócono do tradycyjnych badań, a mianowicie do badań krótkofalowego promieniowania Słońca i jego wpływu na górne warstwy atmosfery naszej planety. Obserwację prowadziło siedem państw socjalistycznych - w tym Polska.

Satelita działał i istniał do 5 października 1972 roku.